# 윙크 (잡지)
《윙크》(wink)는 서울미디어코믹스에서 발행하는 대한민국의 순정 만화 잡지이다. 1993년 8월 1일(7월 15일 발행)에 창간되었는데 원래 서울문화사에서 발행했으나 2018년 3월 만화사업부를 서울미디어코믹스로 분사시킴에 따라 현재는 서울미디어코믹스에서 발간 중인데 서울미디어코믹스는 뒷날 카카오가 지분을 대량 인수했다.
초대 편집장은 《댕기》의 편집장이던 강인선으로 당시 만화계에서 생소했던 전속 작가제를 도입하기도 하였다.

## 역사
- 1993년 8월 1일(7월 15일 발행) 창간.
- 1997년 9월 15일자 통권 100호.
- 2001년 11월 15일자 통권 200호.
- 2006년 1월 15일자 통권 300호.
- 2010년 3월 15일자 통권 400호.
- 2012년 1월호를 시작으로 월간지로 전환, 가격 5000원.
- 2012년 6월호를 마지막으로 종이잡지 사업 종료.
- 2012년 7월 15일자부터 격주간 복귀, 앱진으로 변환, 가격 2000원($1.99).[4]

## 연재작
윙크에서 연재된 작품에 대해 문서가 있는 경우에만 나열한다.(가나다 순)
- FEVER
- Let 다이
- Martin & John
- SECRET
- The Stupid
- TOON
- 궁
- 귀신탐정 허문도傳
- 김영자 부띠끄에 어서 오세요
- 꽃보다 남자
- 남성해방 대작전
- 네 멋대로 해라
- 넥시오
- 노말시티
- 당신만의 앨리스
- 더 콩쿠르
- 레드문
- 리니지
- 마니
- 마르스
- 마리아님이 보고계셔
- 밤을 걷는 선비
- 블루
- 뽕짝스타
- 어화둥둥 내 보르미
- 언플러그드 보이
- 에시리쟈르
- 오디션
- 캄신
- 쿨 핫
- 탐나는도다
- 파라오의 연인
- 하백의 신부
- 하이힐을 신은 소녀
- 호텔 아프리카

## 같이 보기
- 하이센스
- 르네상스
- 댕기
- Issue
- PARTY